# 제러미 노섬
제러미 노섬(Jeremy Northam, 1961년 12월 1일 ~ )은 잉글랜드의 배우이다.

## 출연 작품

### 영화
- 엠마 (1996)
- 아미스타드 (1997) - 코글린 판사 역
- 미믹 (1997) - 피터 맨 역
- 이상적인 남편 (1999)
- 고스포드 파크 (2001)
- 에니그마 (2001)
- 수탉과 황소 이야기 (2005)
- 오피셜 시크릿 (2019) - 켄 맥도널드 역

### 텔레비전
- 튜더스 (2007-08)
- 더 크라운 (2016-17)